# Raïon d'Oboukhiv
Le raïon d'Oboukhiv (en ukrainien : Обухівський район) est un raïon (district) dans l'oblast de Kiev en Ukraine.
Avec le réforme administrative de 2020, le raïon a absorbé ceux de Bohouslav, Kyïv-Sviatochyn, Myronivka, Kaharlyk, Vassylkiv et Oboukhiv.

## Économie

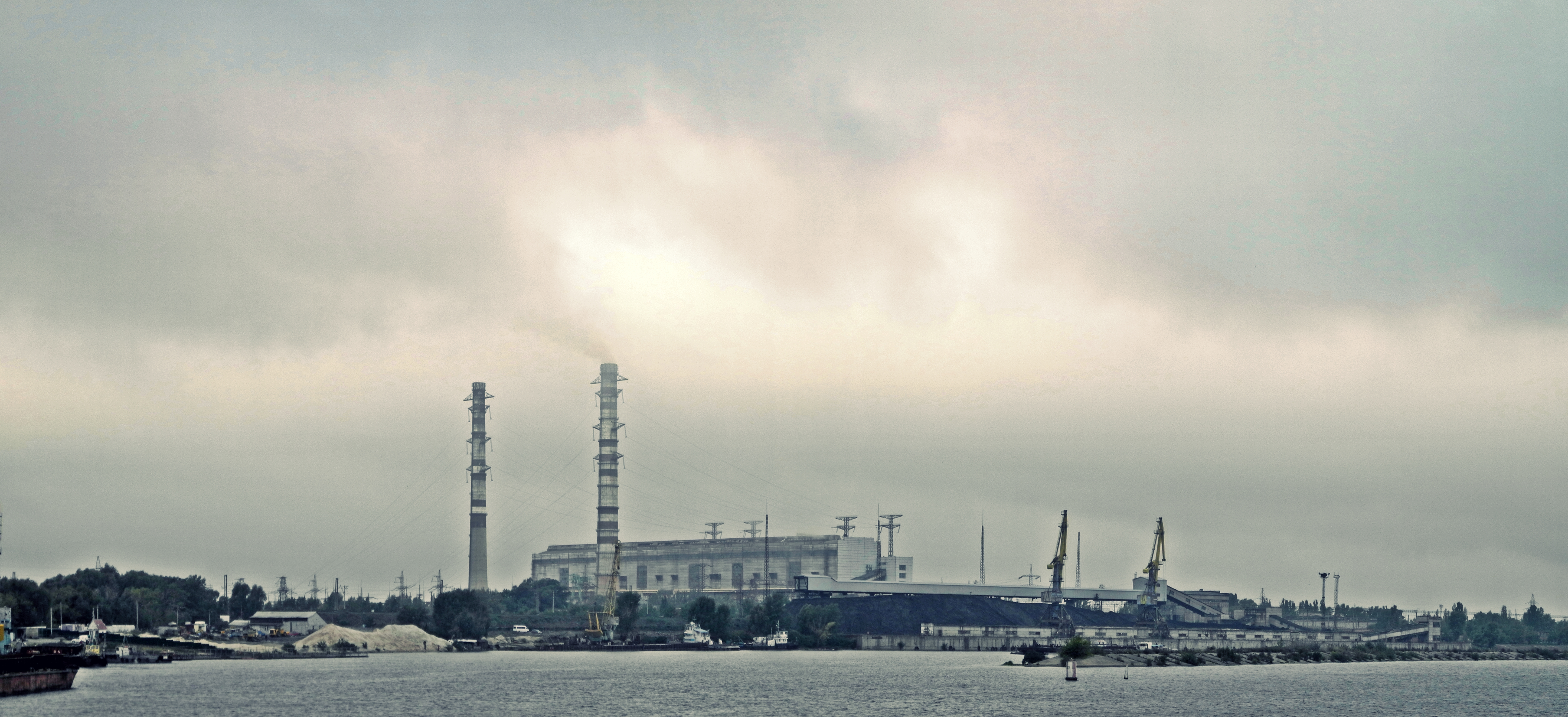
La Centrale thermique de Tripilska.

## Lieux d'intérêt

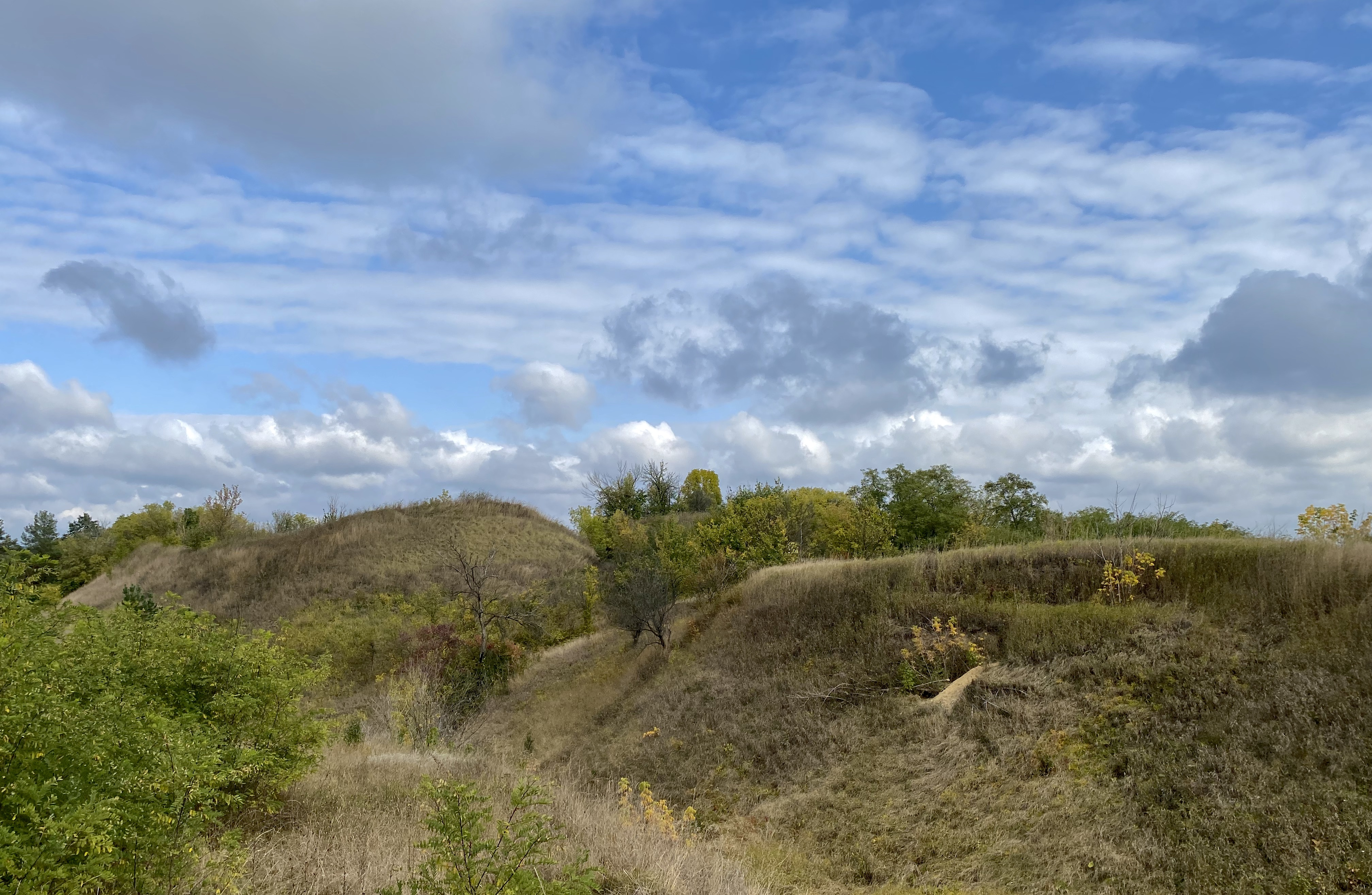
Le fort de Toumach, classé
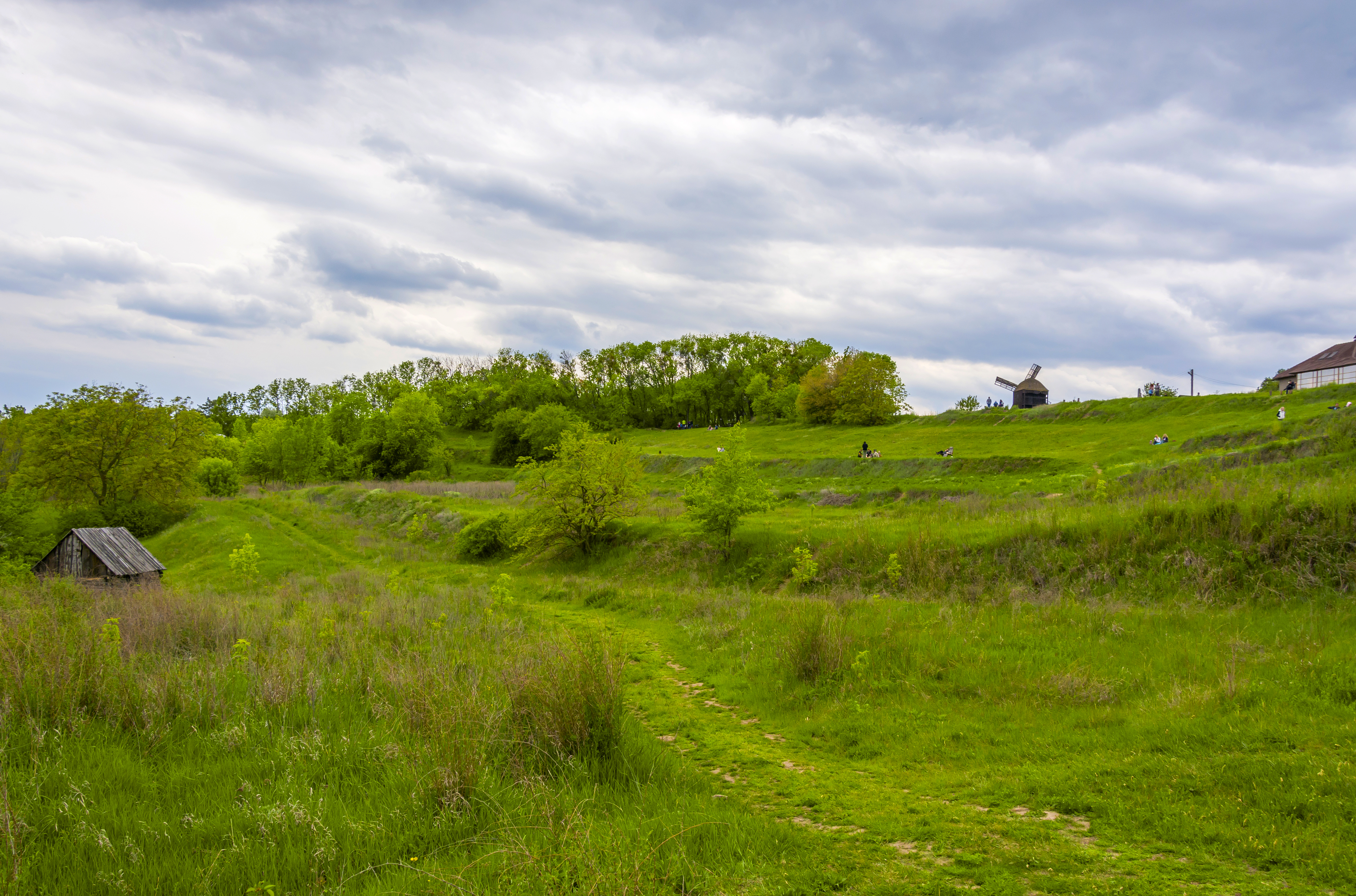
et celui de Sviatopoltch classé[2].